# Magdalena Aicega
María Magdalena Aicega Amicarelli, née le 1er novembre 1973 à Buenos Aires, est une joueuse de hockey sur gazon internationale argentine évoluant au poste de défenseur.

## Carrière
Avec l'équipe d'Argentine de hockey sur gazon féminin, elle est médaillée d'argent  aux Jeux olympiques d'été de 2000 et médaillée de bronze aux Jeux olympiques d'été de 2004 et aux Jeux olympiques d'été de 2008. Elle remporte aussi la Coupe du monde en 2002 et en est finaliste en 1994.